# Référendum tchèque sur la Constitution européenne
Pour les autres articles nationaux ou selon les autres juridictions, voir Référendum sur la constitution européenne.
La constitution tchèque autorise le recours au référendum pour la ratification du Traité établissant une Constitution pour l'Europe (TCE), mais ne le rend pas obligatoire.
Le 9 mars 2005, le gouvernement approuve un projet de loi qui autorise le référendum. Cette loi doit maintenant être discutée et votée par le Parlement tchèque.
Le 28 avril 2005, des divergences sont apparues au sein du gouvernement tchèque sur la manière de ratifier le traité. Le ministre des Affaires étrangères Cyril Svoboda a plaidé pour une ratification parlementaire, alors que le nouveau premier ministre Jiří Paroubek plaide pour le référendum. Pour les partisans du référendum, la campagne serait aussi le moyen de mieux informer les tchèques sur l'Union européenne, sujet qu'ils ne connaissent que peu.
Le 7 juin 2005, après le double « non » français et néerlandais, puis la décision du Royaume-Uni de geler le projet de loi sur le référendum pour la ratification du Traité de Rome de 2004, Václav Klaus, le Président de la République tchèque, eurosceptique souverainiste et libéral propose de suspendre le processus de ratification. Il est aussitôt démenti par son gouvernement qui signe le 10 juin une déclaration commune avec les autres pays d'Europe centrale demandant de poursuivre le processus de ratification. Il semble toutefois que la voie du référendum ne sera pas choisie finalement.
Les élections législatives du 4 juin 2006 ouvrent une longue période de négociations sur la formation d'un gouvernement entre les partis politiques tchèques : faute de gouvernement investi, aucune prise de position crédible sur la ratification du Traité constitutionnel n'est possible. Profitant de ce vide politique, le Président Klaus rappelle régulièrement dans les médias son opposition à la Constitution et à une Europe politique. Dans ses vœux du nouvel an, il appelle de ses vœux une Europe aussi discrète que possible, qui se bornerait au marché unique.
Le 19 janvier 2007 enfin, un gouvernement de coalition est investi, conduit par le Premier ministre Mirek Topolánek. Une semaine plus tard, la chancelière allemande Angela Merkel en visite officielle à Prague rappelle à messieurs Klaus et Topolánek qu'avancer sur le projet de traité constitutionnel est une de priorités de la présidence allemande de l'Union européenne. Le gouvernement tchèque nomme l'ancien ministre Jan Zahradil pour le représenter dans le groupe de suivi du processus d'adoption du traité constitutionnel. Mais l'opposition du Président et d'une partie du Parti démocratique civique à ce texte apparaît bien aujourd'hui comme le principal obstacle à une ratification rapide du traité par la Tchéquie.

## Mots d'ordre des partis politiques
Le parti démocratique civique est hostile au TCE, mais son électorat est nettement pro-européen.
Le Parti social-démocrate tchèque (centre gauche) et l'Union de la Liberté (libérale) sont favorables au Traité.
L'Union chrétienne démocrate est dans l'ensemble favorable au traité à l'exception d'une petite fraction représentant l'aide conservatrice du parti.
Le Parti écologique est favorable au Traité.
Le Parti communiste de Bohême et Moravie est hostile au traité.